# Ferrières (Belgien)
Ferrières ist eine Gemeinde in der belgischen Provinz Lüttich. Sie besteht aus den Ortschaften Ferrières, My, Vieuxville, Werbomont und Xhoris.

## Geschichte
Vom Mittelalter bis 1795 gehörte das Dorf zum Fürstentum Stavelot-Malmedy. Anschließend gehörte es unter französischer Herrschaft bis 1815 zum Département Ourthe.

## Gemeindegliederung
| Name       | Fläche (km²) | Bewohner (2020) | Einwohner pro km² | NIS-Code |
| ---------- | ------------ | --------------- | ----------------- | -------- |
| Ferrières  | 20,18        | 1.646           | 82                | 62019A   |
| Vieuxville | 4.44         | 376             | 85                | 62019B   |
| Mein       | 9,82         | 453             | 46                | 62019C   |
| Xhoris     | 12.54        | 1.633           | 130               | 62019D   |
| Werbomont  | 10.10        | 898             | 89                | 6201     |

## Gemeindepartnerschaften
- Chablis in der Region Burgund in Frankreich

## Persönlichkeiten
- Jean Silvestre (1889–1945), römisch-katholischer Geistlicher, NS-Opfer

## Weblinks

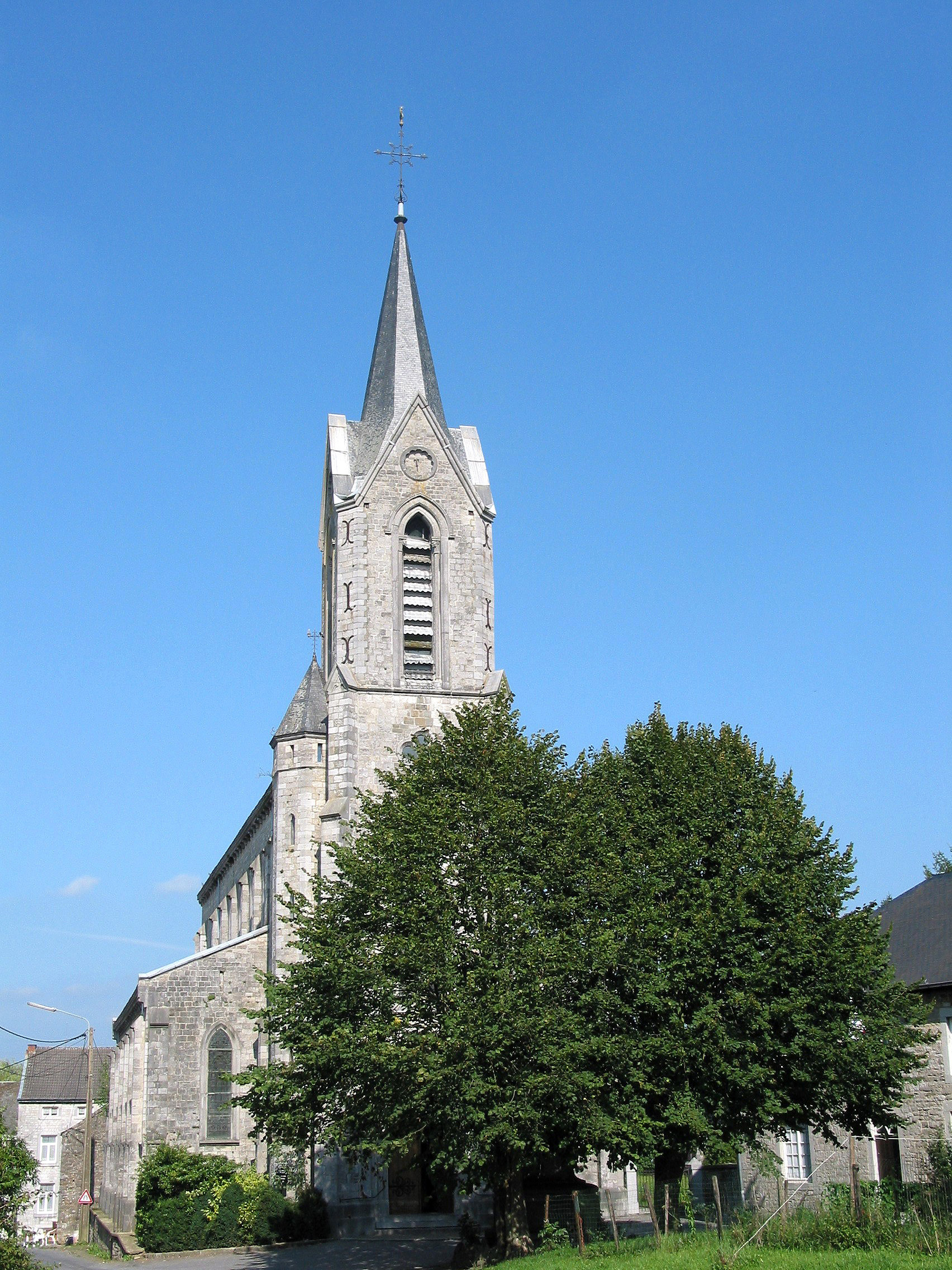
Kirche Saint-Martin (1878)